# Полецков, Владимир Никитович
Влади́мир Ники́тович Поле́цков (1 сентября 1935, Соседка, Воронежская область — 5 августа 1988, Киев) — советский государственный и партийный деятель. Член КПСС с 1961 года. Делегат XXVII съезда КПСС. Председатель Кемеровского облисполкома (1983—1988). Депутат Совета Союза Верховного Совета СССР (1984—1988) от Кемеровской области.

## Биография
Родился 1 сентября 1935 года в селе Соседка (ныне — Башмаковского района Пензенской области) в крестьянской семье.
После окончания Саратовского зооветеринарного института в 1959 году начал трудовую деятельность зоотехником колхоза «Новый мир» (с. Верх-Тайменка) Юргинского района.
С 1960 года — главный зоотехник, с 1964 по 1970 годы — директор совхоза «Новоромановский» Юргинского района.
В 1970 году переведён на партийную работу — заместитель заведующего сельскохозяйственным отделом Кемеровского обкома КПСС. С 1971 по 1975 годы — директор Кемеровского треста свиноводческих совхозов. С 1975 по 1979 годы — начальник производственного управления сельского хозяйства исполкома Кемеровского областного Совета депутатов трудящихся. В 1978 году защитил кандидатскую диссертацию по теме «Эффективность промышленного выращивания свиней при откорме 100—140 кг живого веса» (целиком основана на опыте его профессиональной деятельности).
С 1979 по 1983 годы — секретарь Кемеровского обкома КПСС. С 11 февраля 1983 по 26 января 1988 года  — председатель Кемеровского облисполкома. Неоднократно избирался депутатом Кемеровского областного Совета народных депутатов и депутатом Юргинского районного Совета депутатов трудящихся.
3 декабря 1987 года утверждён заместителем председателя Госагропрома СССР (курировал мясную, молочную и пищевую промышленность).
Скончался 5 августа 1988 года в Киеве от инфаркта, находясь в служебной командировке. Похоронен на Троекуровском кладбище в Москве.

## Избранные публикации
- Полецков В. Н., Задорожный Г. П. За дешевую свинину: Опыт совхоза «Новоромановский». — Кемерово : Кн. изд-во, 1966. — 40 с.
- Полецков В. Н. Продовольственная программа Кузбасса. — Кемерово Кн. изд-во 1983. — 94 с.

## Награды и звания
- орден Ленина
- орден Октябрьской Революции
- орден Трудового Красного Знамени
- орден «Знак Почёта»
- медаль «60 лет Монгольской Народной Революции»
- другие медали
- Почётный гражданин Юргинского района[2].